# Esgo Heil
Esgo Heil (Laren, 24 juni 1955) is een Nederlands acteur en toneelregisseur.

## Biografie
Heil werd geboren in Laren. Na zijn MAVO-opleiding, woonde hij enige jaren in Amerika, waar hij zijn eerste toneelervaring opdeed bij het Bread and Puppet Theater. In 1976 werd hij aangenomen op de Theaterschool in Amsterdam waar hij in 1981 afstudeerde. Na zijn afstuderen in 1981 richtte hij, met onder andere René Eljon, de toneelgroep De Factorij op, die een Amsterdams kraakpand als repetitieruimte betrok. Later zou hij nog spelen bij het Onafhankelijk Toneel, Mugmetdegoudentand, Theatergroep Hollandia, het Ro Theater, en Het Nationale Toneel, waar hij een van de vaste gezichten was. Later regisseerde hij ook diverse stukken.
In 1980 maakte Heil zijn speelfilmdebuut in Gekkenbriefje van Olga Madsen, een verfilming van de novelle van Ger Verrips, naast onder andere Porgy Franssen. Een jaar later speelde hij in een tweede verfilming van Verrips, een televisiebewerking van Buigen of barsten. Hierna speelde hij bijrollen in diverse producties.
In 1990 speelde hij de rol van de communist Jacob Mattias in de miniserie De brug. 1997 speelde hij de rol van de louche advocaat Nino Vitti in het tweede seizoen van de politieserie Unit 13 bij de VARA en had hij een van de hoofdrollen in de film In het belang van de staat van Theo van Gogh. Hierna had hij voornamelijk kleine bijrollen in televisieproducties. In 2009 had hij een grote rol in de jeugdserie 2012: Het jaar Nul van de AVRO. In de serie Freddy, leven in de brouwerij over biermagnaat Freddy Heineken speelde hij de rol van Amsteldirecteur Piet Kranenberg.
Heil woont in Utrecht.

## Filmografie
- Gekkenbriefje (1981) - Willem Jossen
- Schatjes! (1984) - bewaker Denneheuvel
- Gemene verhalen (1988; afl. Kreeft) -
- Het insekt (1989) - De gevangene
- De brug (1990) - Jacob Mattias
- Boven de bergen (1992) - Stefan
- Ik ga naar Tahiti (1992) - Glaudé
- Wulffers Playing Chess with Becket (1992; korte film) -
- 12 steden, 13 ongelukken (1993; afl. Naar de haaien (Rotterdam)) -
- Coverstory (1994; 2 afleveringen) - Smits
- Pleidooi (1994; seizoen 2 aflevering 3) - Bart Wesseling
- Nosmo King (1995) - Victor
- Baantjer (1995; afl. De Cock en de reclamemoord) - Ron Schotsman
- Unit 13 (1997; 12 afleveringen) - Nino Vitti
- In het belang van de staat (1997) - Bram Pols
- Baantjer (1999; afl. De Cock en de moord uit woede) - Hans Droog
- De aanklacht (2000; afl. De zaak: Smalhoekziekenhuis)
- Dok 12 (2001; afl. Venetiaans moordspel) - Jan Paul de Winter
- Spangen (2001; afl. Geloof) - Lars van Helsdingen
- Echt waar (2002; afl. De Producent) - Thomas Mulder
- Ernstige Delicten (2003; afl. Koud bloed) - Ronald van Santen
- Underdog (2003) - Erik
- IC (2006; afl. De act) - Arie van Velzen
- Grijpstra & De Gier (2006; afl. Geld stinkt!) - Dr. van der Scheer
- Keyzer & de Boer advocaten (2007; afl. De foute advocaat) - Procureur-generaal
- Flikken Maastricht (2007; afl. De gijzeling) - commandant arrestatieteam
- 2012, het jaar nul (2009; 7 afleveringen) - Jean Pierre van Vleuten
- Verborgen gebreken (2011; seizoen 3 aflevering 8) - Asker Malteman
- A'dam - E.V.A. (2011; afl. Hamsterdam) - medewerker Shipin-Tilstrohm
- Van God Los (2011; afl. Masterplan) - Richard Dekker
- Seinpost Den Haag (2011; afl. Internationaal recht) - Mees Jensen
- Flikken Maastricht (2012; afl. Slangenkop) - commandant arrestatieteam
- Moordvrouw (2013; afl. Kinderspel) - Felix van Leijen
- Freddy, leven in de brouwerij (2013; 4 afleveringen) - Piet Kranenberg
- Kris Kras (2014) - makelaar
- Heer & Meester (2014, afl. Het Schotse stuk) - De Savornin
- Overspel (2015; 4 afleveringen) - Macrander

- International Standard Name Identifier: 0000 0003 8995 4398
- Nederlandse Thesaurus van Auteursnamen: 180869477
- Virtual International Authority File: 283460407
- WorldCat: E39PBJtRMT8FxpctTFfDc8rpfq